# Distretto di Tigzirt
Il distretto di Tigzirt è un distretto della provincia di Tizi Ouzou, in Algeria.

## Comuni
Il distretto di Tigzirtcomprende 3 comuni:
- Tigzirt
- Iflissen
- Mizrana